# Pseudomonas
Pseudomonas è un genere di batteri appartenenti alla famiglia delle Pseudomonadaceae. Il nome significa falsa unità (dal greco: ψευδής, pseudès, "falso" e μόνος, mònos, "singola unità"); deriva dalla abitudine di questi batteri a disporsi a coppie di cellule che osservate al microscopio sembrano una sola cellula. Alcuni microbiologi lo battezzarono così all'inizio del XX secolo.

## Descrizione
Sono bacilli Gram-negativi, aerobi facoltativi, ossidasi positivi, catalasi positivi ed hanno flagelli polari che permettono loro di muoversi. Si trovano nel terreno e nelle acque ma anche sulle piante. Producono pigmenti come la piocianina che permette di alterare la funzione ciliare, stimolare la risposta infiammatoria e provocare danno ai tessuti. Alcuni ceppi sono capsulati.
Il principale fattore di virulenza è la esotossina A oltre alla endotossina (lipide A del lipopolisaccaride). Hanno inoltre un exopolisaccaride mucoide che permette una maggiore adesione alle cellule dell'ospite, formare biopellicole, inibire la fagocitosi e ridurre l'attività antibiotica. Sono batteri che colonizzano l'essere umano in zone umide come le piscine.
La specie Pseudomonas aeruginosa è una delle più diffuse tanto da essere presente in molti campioni di feci umane e più raramente anche in zone di epidermide più umide come ascelle ed inguine. È causa, in ospedali dove non sono seguite correttamente le norme di igiene, di vere e proprie piccole epidemie con conseguenze a volte anche gravi.
Generalmente provoca infezioni osteoarticolari, otite esterna, polmonite. È anche responsabile di follicoliti cutanee, infezioni oculari come congiuntivite ed endocardite. La diagnosi microbiologica si effettua isolando il germe in terreni di coltura come Agar Cetrimide e Agar MacConkey.
Generalmente le varie specie di Pseudomonas sono resistenti alla maggior parte degli antibiotici, in quanto sono scarsamente permeabili, producono enzimi capaci di inattivare penicilline ed aminoglicosidi e sono dotate di meccanismi di espulsione di molti antibiotici.
È consigliato usare antibiotici in combinazione come Ceftazidima o aminoglucosidi. Le differenze dell'RNA ribosomale hanno permesso di suddividere tale genere in cinque differenti gruppi, dall'RNA I all'RNA V a loro volta suddivisi in sottogruppi.